# Rootes
Rootes, Rootes Group, var en brittisk bilkoncern där märkena Hillman, Humber, Sunbeam, Commer, Karrier och Singer ingick. Rootes grundades 1913 och från 1967 var Rootes ett helägt dotterbolag till Chrysler Europe. 1977 övertogs verksamheten av Peugeot.

## Historia

### Rootes Group

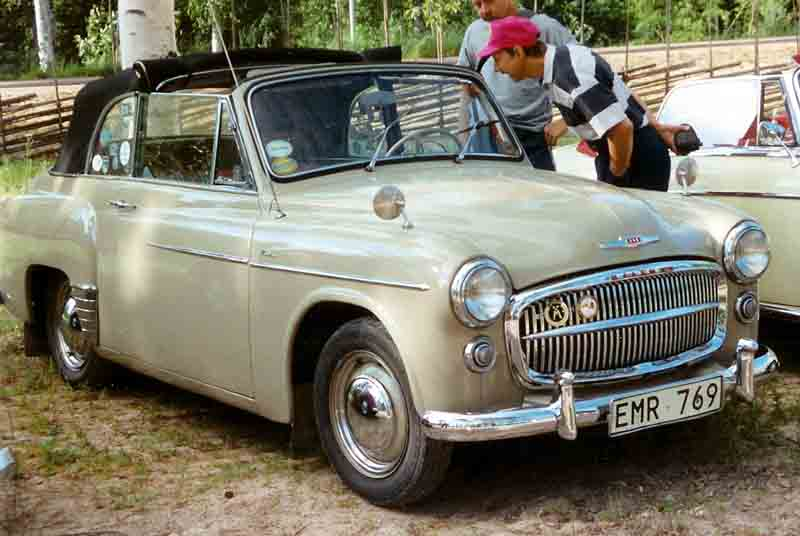
Hillman Minx Mark VIII Cabriolet 1955

Rootes började som återförsäljare av olika importerade bilmärken. Företaget grundades av William Rootes 1913. 1926 flyttades verksamheten till London. Några år senare tog man steget till egen tillverkning, när Hillman, Humber och lastbilstillverkaren Commer alla köptes upp under 1929. 1935 köpte man upp Sunbeam och 1955 tillkom Singer.
Rootes genomdrev hårdhänta rationaliseringar bland sina märken och var pionjärer inom badge engineering. Under femtiotalet suddades koncernens märkesidentiteter ut och det enda som skiljde bilarna åt var kylarmaskeringen och detaljer i utrustningsnivå. 
Under sextiotalet ökade Chrysler Corporation sitt ägande av företaget i sin strävan att bygga en världsomspännande verksamhet och från 1967 var Rootes ett helägt dotterbolag till Chrysler Europe.
Rootes slöt ett avtal med Paykan om att montera Hillman Hunter-bilar i Iran. Tillverkningen startade 1967.

### Chrysler Europe

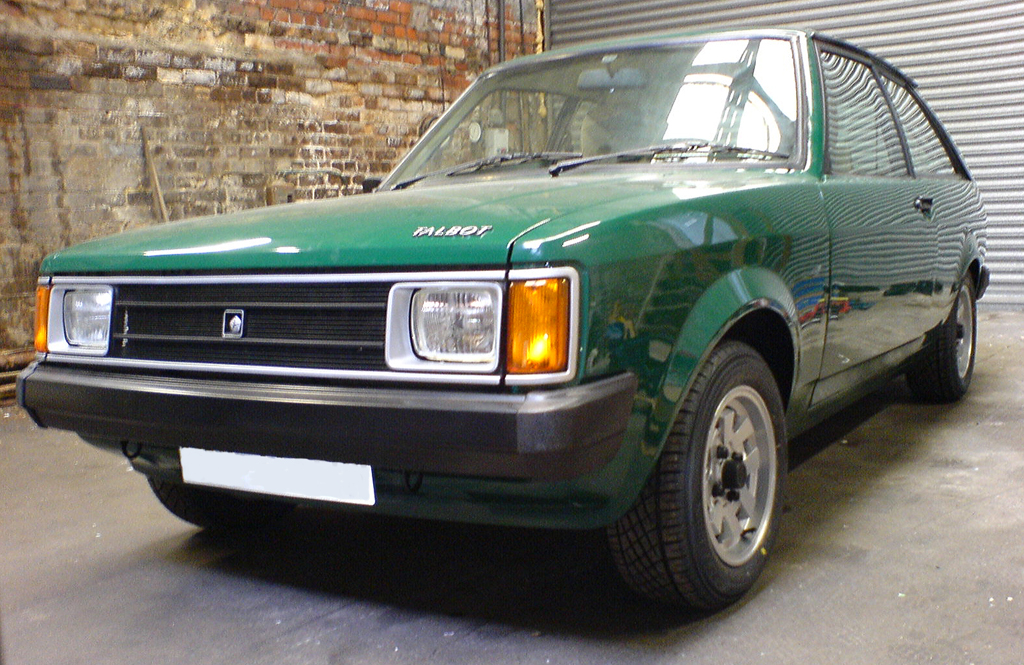
Talbot sunbeam lotus

Chrysler Europe kämpade under hela sin livstid med stora förluster. En av anledningarna var att Chrysler UK:s bilar inte tilltalade kunderna och sålde uselt. Eftersom det inte fanns några pengar över till produktutveckling försökte Chrysler vända trenden genom att gallra i utbudet och lägga ner Rootes märken ett efter ett. I dess ställe fick de brittiska anläggningarna sätta samman Simca-bilar.
1977 slutade Chrysler Europes kamp med konkurs och verksamheten övertogs av Peugeot-koncernen PSA.

### PSA
Peugeot döpte om Chrysler Europes bilar till Talbot och tillverkningen av dessa bilar fortsatte fram till 1986, då märket lades ned. Därefter fortsatte Peugeot att bygga sina egna modeller vid de brittiska anläggningarna fram till januari 2007, då den sista Peugeot-fabriken i Storbritannien stängdes.

## Bilmodeller
Här är några bilmodeller som konstruerades och byggdes av Rootes Group:
- 1932 Hillman Minx
- 1938 Humber Super Snipe
- 1945 Humber Hawk
- 1948 Hillman Minx
- 1948 Humber Super Snipe
- 1948 Sunbeam-Talbot 90
- 1953 Sunbeam Alpine
- 1956 Hillman Minx / Singer Gazelle / Sunbeam Rapier
- 1957 Humber Hawk
- 1958 Humber Super Snipe
- 1959 Sunbeam Alpine
- 1961 Hillman Super Minx / Singer Vouge / Humber Sceptre
- 1963 Hillman Imp / Singer Chamois / Sunbeam Stiletto
- 1964 Sunbeam Tiger
- 1967 Hillman Hunter / Singer Vouge / Humber Sceptre
- 1967 Sunbeam Rapier
- 1970 Hillman Avenger
- 1977 Chrysler Sunbeam